# 小池村吉十郎
小池村 吉十郎（こいけむら きちじゅうろう、明和4年（1767年） - 文化2年1月23日（1805年2月22日））は、江戸時代後期の一揆指導者。牛久助郷一揆の頭取のひとり。

## 経歴・人物
常陸国信太郡小池村の人物。
文化元年（1804年）水戸街道牛久宿の問屋による助郷役課増に反対し、桂村兵右衛門・小池村勇七と共に一揆を指導。一揆の頭取を務めた廉で捕えられ他の二人と共に江戸に送られ、文化2年（1805年）1月23日獄死した。